# Oostproosse
Het Oostproosse is een straat in Brugge.

## Beschrijving
De naam die in 1972 aan een nieuwe straat werd gegeven heeft nogal wat schrijfwijzen gekend. Bij de toekenning van de naam werd Oost-Proosse en vervolgens Oost-Proostse geschreven. In 1984 vermeldde de straatnamenlijst Oostproostse en de straatnamenlijst in 2012 Oostproosse.
De Proosdij van Sint-Donaas was een heerlijkheid die afhing van de grafelijke Burg van Brugge. Deze heerlijkheid had als heer de proost van het Sint-Donaaskapittel. Verschillende kleinere of grotere enclaves binnen de historische stad Brugge behoorden tot deze heerlijkheid. Zo was er in het Sint-Annakwartier een gebied, gelegen tussen Kruispoort en Dampoort dat tot de Proosdij behoorde en, vanwege de ligging, het Oost-Proosse heette.
Toen begin de jaren 1970 het terrein, dat eeuwenlang als blekerijgrond was gebruikt, werd verkaveld, moesten nieuwe straatnamen worden gegeven. Het leek vanzelfsprekend om aan de voornaamste nieuwe straat de naam Oostproosse te geven.
Het Oostproosse loopt van Leestenburg naar de Papegaaistraat.

## Papegaaistraat
Op het einde van Oost-Proosse werd nog een verkaveling aangelegd. Hierdoor loopt een voor auto's doodlopende weg, die de naam Papegaaistraat kreeg. De benaming komt van de nabijgelegen molen "De Nieuwe Papegaai". De straat loopt van Oostproosse en loopt voor voetgangers door tot de Peterseliestraat.